# Spiroctenus flavopunctatus
Espèce
Synonymes
- Hermachastes flavopunctatus Purcell, 1903

Spiroctenus flavopunctatus est une espèce d'araignées mygalomorphes de la famille des Bemmeridae.

## Distribution
Cette espèce est endémique du Cap-Oriental en Afrique du Sud,. Elle se rencontre vers Hogsback.

## Description
La femelle syntype mesure 17 mm.

## Publication originale
- Purcell, 1903 : New South African spiders of the families Migidae, Ctenizidae, Barychelidae Dipluridae, and Lycosidae. Annals of the South African Museum, vol. 3, p. 69-142 (texte intégral).